# Исполнительная документация
Исполнительная документация представляет собой текстовые и графические материалы, отражающие фактическое исполнение проектных решений и фактическое положение объектов капитального строительства и их элементов в процессе строительства, реконструкции, капитального ремонта объектов капитального строительства по мере завершения определенных в проектной документации работ.
В соответствии с п.8.2 СП 48.13330.2019 - Лицо, осуществляющее строительство, в соответствии с законодательством о градостроительной деятельности должно вести исполнительную документацию, отражающую фактическое исполнение решений проектной и рабочей документации, фактическое состояние объекта капитального строительства и его элементов.
Исполнительная документация, оформленная соответствующим образом, является документом построенного здания или сооружения, облегчающим процесс эксплуатации, отражающим техническое состояние, дающим четкое представление об ответственных производителях работ по любому из видов выполненных работ.
Требования к составлению и порядку ведения исполнительной документации устанавливаются Федеральной службой по экологическому, технологическому и атомному надзору.

## Виды исполнительной документации
Исполнительная документация делится на исполнительную производственную документацию (первичные документы о соответствии) и исполнительную документацию.
Исполнительная производственная документация (первичные документы о соответствии) — это документация, оформляемая в процессе строительства и фиксирующая процесс производства строительно-монтажных работ, а также технического состояния объекта. Состав первичных документов о соответствии определяется строительными нормами и правилами в установленном порядке и проектом (акты промежуточной приёмки ответственных конструкций, акты освидетельствования скрытых работ, акты испытаний, документы лабораторного контроля, сертификаты, исполнительные геодезические съемки, журналы работ). Эти первичные документы комплектуются генеральным подрядчиком и контролируются техническим надзором заказчика. Документы передаются генподрядчиком заказчику по перечню, который является приложением к перечню основных документов.
Исполнительная производственная документация необходима на время производства работ для обеспечения и подтверждения ведения строительного контроля.
Комплект первичной документации после ввода объекта в эксплуатацию передается заказчиком в установленном порядке эксплуатирующей организации для постоянного хранения. (МГСН «Приёмка и ввод в эксплуатацию законченных строительством объектов. Основные положения»)
Исполнительная документация (исполнительные схемы) — это комплект рабочих чертежей с надписями о соответствии выполненных по факту работ этим чертежам или о внесенных в них по согласованию с проектировщиком изменениях, сделанных лицами, ответственными за производство строительно-монтажных работ, в соответствии с СП 68.13330.2017 (СНиП 3.01.04-87) «Приёмка в эксплуатацию законченных строительством объектов. Основные положения». Исполнительная документация подтверждает выполнение работ в соответствии с проектными решениями, техническими регламентами и необходима для обеспечения эксплуатации зданий, строений и сооружений. В общем случае исполнительные чертежи выполняются в четырёх экземплярах: один экземпляр передается заказчику, два — эксплуатационной организации. Один экземпляр остается в организации, проводившей работы.

## Правила ведения и хранения исполнительной документации
Исполнительная документация подлежит хранению у застройщика или заказчика до проведения органом государственного строительного надзора итоговой проверки. На время проведения итоговой проверки исполнительная документация передается застройщиком или заказчиком в орган государственного строительного надзора. После выдачи органом государственного строительного надзора заключения о соответствии построенного, реконструированного, отремонтированного объекта капитального строительства требованиям технических регламентов (норм и правил), иных нормативных правовых актов и проектной документации исполнительная документация передается застройщику или заказчику на постоянное хранение.
РД-11-02-2006 (утвержденное приказом Ростехнадзора от 26 декабря 2006 г. № 1128) — требования, определяющие состав и порядок ведения исполнительной документации при строительстве, реконструкции, капитальном ремонте объектов капитального строительства и требования, предъявляемые к актам освидетельствования работ, конструкций, участков сетей инженерно-технического обеспечения.
Подготовка исполнительной документации может осуществляться как в бумажном так и электронном виде.
1 сентября 2023 года вступили в силу приказы Минстроя России от 16.05.2023 № 344/пр и от 02.12.2022 № 1026/пр, которыми утверждены состав и порядок ведения исполнительной документации и общего журнала работ при строительстве, реконструкции, капитальном ремонте объектов капитального строительства.